# Діамагнетизм

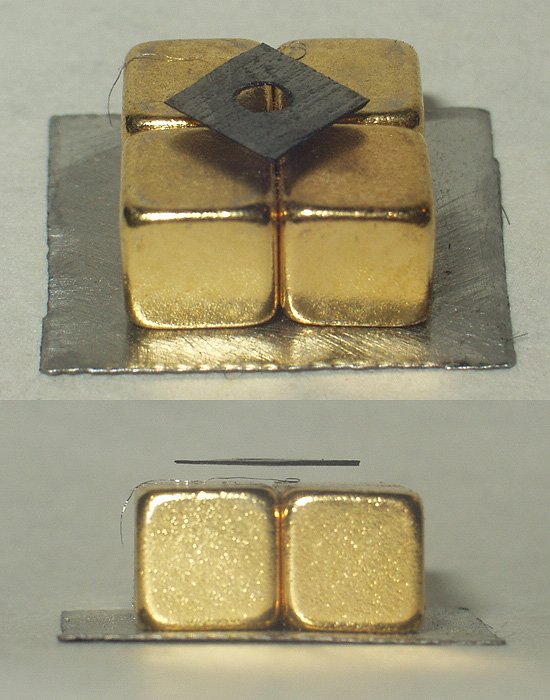
Левітація пластини пиролітичного вуглецю

Діамагнети́ки — властивість речовини намагнічуватися у зовнішньому магнітному полі в напрямку протилежному напрямку цього поля. Тобто, це явище виникнення у речовині (діамагнетику) намагніченості, направленої назустріч зовнішньому (намагнічувальному) полю. Магнітна проникність діамагнетиків {\displaystyle \mu <1}, а магнітна сприйнятливість {\displaystyle \chi <0}. Природа діамагнетизму полягає в тому, що при внесенні діамагнетика в магнітне поле у його об'ємі індукуються вихрові мікроструми, які згідно з правилом Ленца, створюють власне магнітне поле, спрямоване назустріч зовнішньому полю. Проявом діамагнетизму є послаблення магнітного поля при внесенні в нього діамагнітної речовини. 
Магнітна сприйнятливість діамагнетика виражається наступною формулою:
{\displaystyle \chi =-{\frac {\mu _{0}e^{2}ZN\langle {r^{2}}\rangle }{6m}}},
де {\displaystyle \mu _{0}} - магнітна стала, {\displaystyle e} і {\displaystyle m} - заряд та маса електрона, {\displaystyle Z} - кількість електронів в атомі, {\displaystyle N} - кількість атомів в одиниці об'єму, {\displaystyle \langle {r^{2}}\rangle } - середнє значення квадрата радіус-вектора електрона. Як правило, {\displaystyle \chi }
має порядок {\displaystyle 10^{-7}}.
Діамагнетизм різною мірою притаманний всім речовинам. В ряді речовин він перекривається іншими, сильнішими ефектами (орієнтаційними, обмінними). Діамагнетиками є інертні гази, азот, водень, мідь, ртуть, бісмут, цинк, золото, срібло, вода тощо.
Наслідком діамагнетизму є виштовхування діамагнітних тіл з областей сильного магнітного поля в області, де воно слабше. Цей ефект можна використати для левітації, тобто для зависання діамагнітного об'єкта на певній висоті під дією постійного в часі, але неоднорідного в просторі зовнішнього магнітного поля. 
Розрізняють діамагнетизм прецесійний та діамагнетизм Ландау.

## Прецесійний діамагнетизм
Прецесійний діамагнетизм обумовлений додатковою кутовою швидкістю внутрішньоатомних електронів, яка є наслідком дії магнітного поля. Таким чином у кожному атомі або йоні з'являється додатковий магнітний момент, спрямований проти первинного зовнішнього магнітного поля.

## Діамагнетизм Ландау
Діамагнетизм Ландау — це діамагнетизм вільних електронів у твердому тілі, який виникає під дією зовнішнього магнітного поля внаслідок квантування руху електронів у площині перпендикулярній магнітному полю. Теоретично передбачений Л. Д. Ландау (1930, див. Рівні Ландау).

## Інші види
Крім того, розрізняють діамагнетизм атомарний і багатоелектронних молекул, які дещо відрізняються своєю природою. Атомарний діамагнетизм не залежить від температури. Діамагнетизм багатоелектронних молекул визначається двома факторами: один пов'язаний з прецесією електронних оболонок, другий — з поляризацією електронних хмарок під впливом зовнішнього магнітного поля, що призводить до появи невеликого орбітального магнітного моменту, орієнтованого паралельно напруженості магнітного поля.